# Bab El Ksar

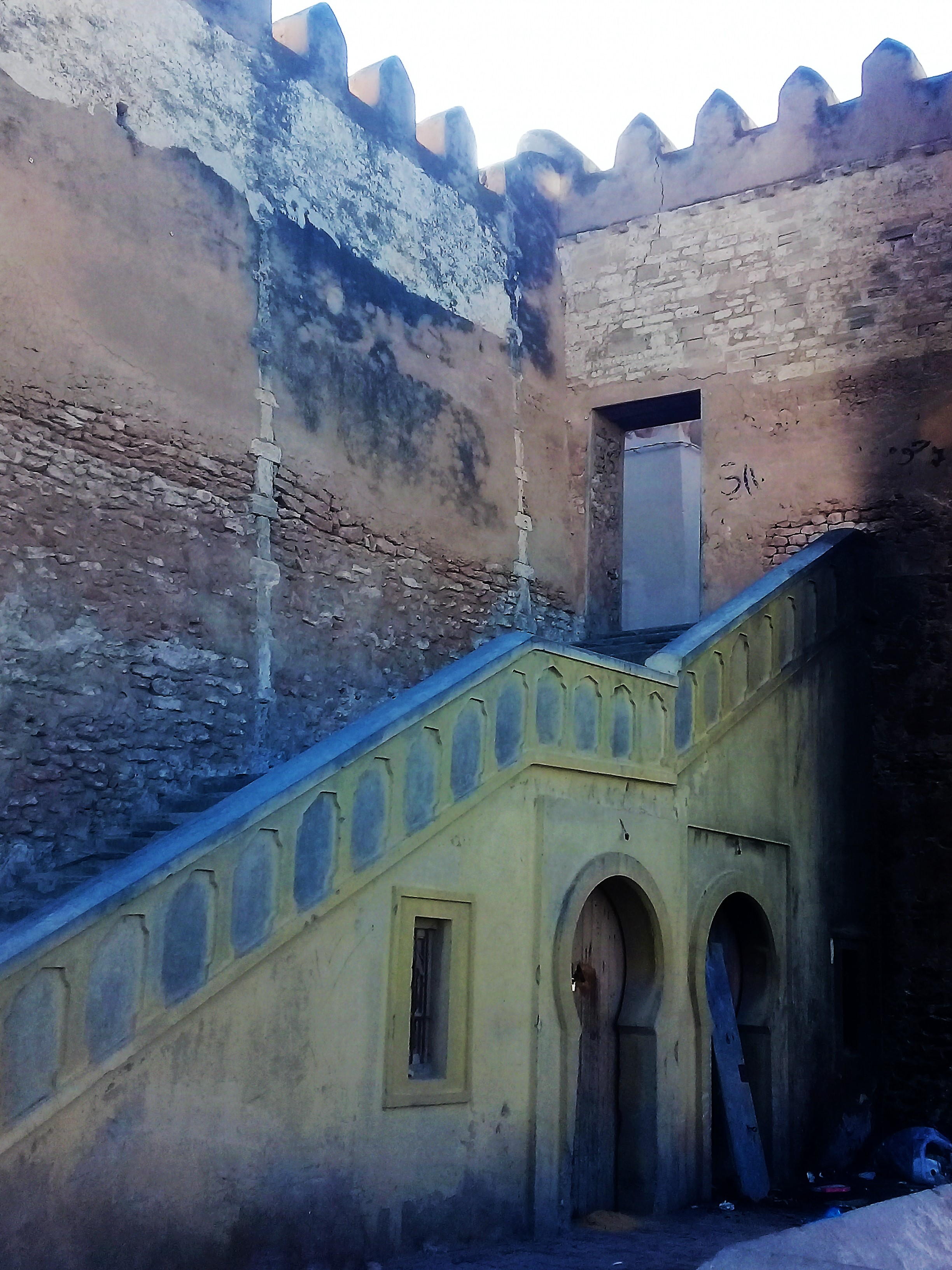
Bab El Ksar

Das Bab El Ksar (arabisch باب القصر, DMG Bāb al-Qaṣr) ist eines der Eingangstore der Medina in Sfax, Tunesien und befindet sich auf der westlichen Seite der nördlichen Stadtmauer. Es ermöglicht den Zugang zu der in der nordwestlichen Ecke der Medina gelegenen Befestigungsanlage Borj El Ksar.
Bedingt durch seine topographische Lage erreicht man das Tor über eine Treppe ausgehend vom Busbahnhof Bab Jebli sowie dem Feskiet El Fendri, einer Zisterne der Aghlabiden, die direkt an die Mauer des Borj El Ksar angrenzt.
Dieses Tor gehört zu mehreren Durchlässen, die Anfang des 20. Jahrhunderts geschaffen wurden (wie beispielsweise Bab El Kasbah und Bab Nahj El Bey), um die Medina zu entlasten und den Austausch mit dem Hinterland zu fördern.